# Christiane Rohleder

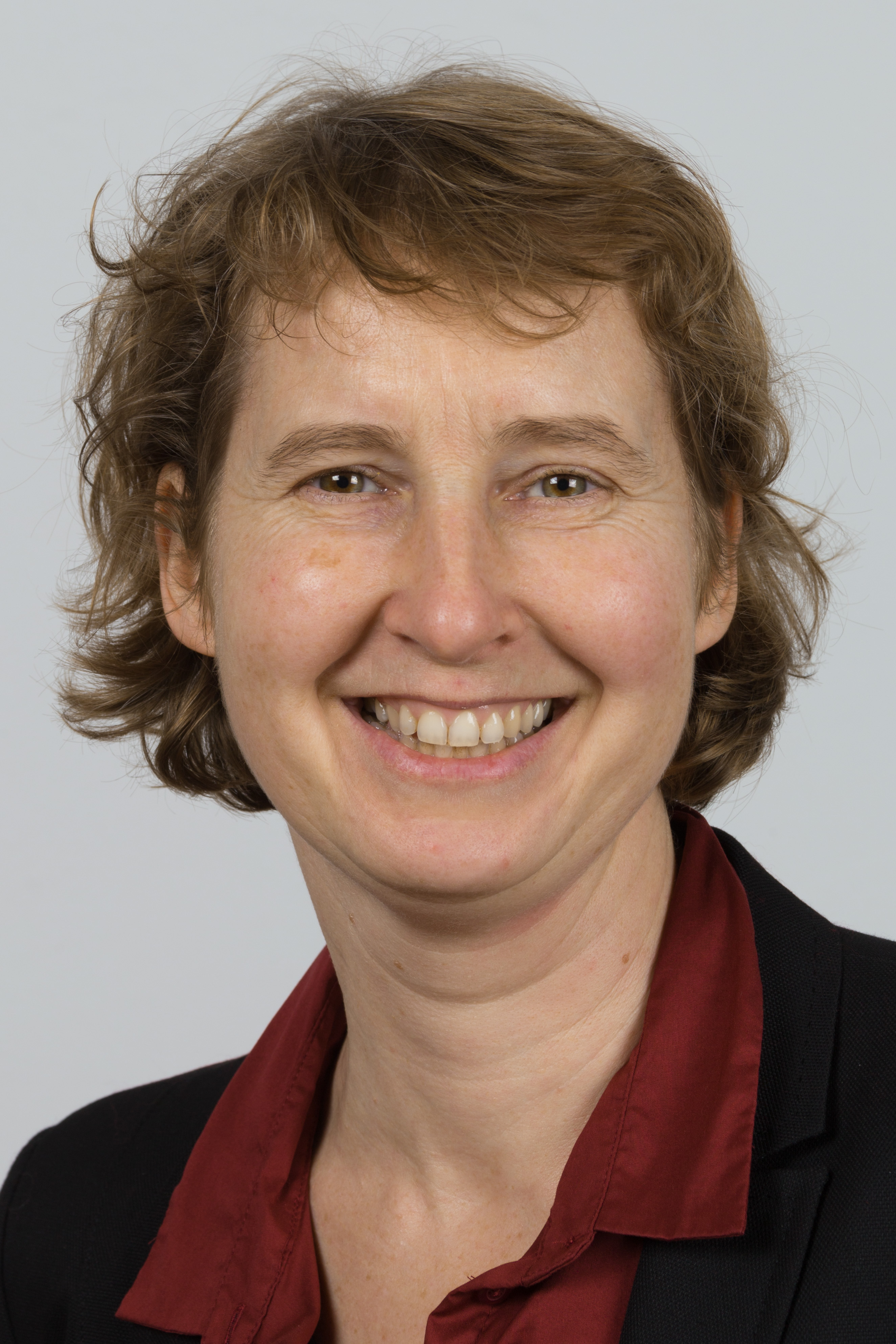
Christiane Rohleder (2016)

Christiane Rohleder (* 13. Februar 1969 in Wadern, Saarland) ist eine deutsche Juristin und politische Beamtin (Bündnis 90/Die Grünen). Sie war von 2016 bis 2021 Staatssekretärin im Ministerium für Familie, Frauen, Jugend, Integration und Verbraucherschutz Rheinland-Pfalz und von 2021 bis 2025 Staatssekretärin im Bundesministerium für Umwelt, Naturschutz, nukleare Sicherheit und Verbraucherschutz.

## Leben

### Ausbildung
Christiane Rohleder wuchs in Wadern auf. Nach dem Abitur am 10. Juni 1988 absolvierte sie ein Studium der Rechtswissenschaften an der Universität Regensburg, das sie am 7. Februar 1994 mit dem ersten Juristischen Staatsexamen abschloss. Ihr zweites Juristisches Staatsexamen bestand sie am 12. Juli 1996 und wurde am 27. Juli 2000 im Sexualstrafrecht an der Universität Regensburg promoviert. Während ihrer Promotion arbeitete sie als wissenschaftliche Hilfskraft und wissenschaftliche Assistentin an der Universität Regensburg. 

### Laufbahn
Von 1995 bis 2002 arbeitete sie im Vorstand des Frauen-Notrufs Regensburg und war von 2000 bis 2003 Referentin für Rechts- und Innenpolitik bei der Grünen-Bundestagsfraktion. In den Mittelpunkt ihrer Arbeit stellte sie rechts- und frauenpolitischer Themen wie das Gewaltschutzgesetz.
Ab 2003 war sie in Bundesministerien tätig. Im Bundesministerium für Ernährung, Landwirtschaft und Verbraucherschutz war sie in der Verbraucherabteilung und für die Begleitung der Arbeiten der ersten Föderalismuskommission zuständig. Sie wurde Mutter eines Sohnes und war nach der Elternzeit 2005 Referentin für Verbraucherschutz bei Finanzdienstleistungen und ab Mitte 2006 Referentin im Referat Verbraucherschutz in der Informationsgesellschaft. 
Im Jahr 2013 wechselte sie in das Referat Welternährung in der Abteilung für internationale Zusammenarbeit. Ab Anfang 2014 war sie zwei Jahre lang persönliche Referentin des Parlamentarischen Staatssekretärs Ulrich Kelber (SPD) im Bundesministerium der Justiz und für Verbraucherschutz und übernahm Anfang 2016 ebendort die Leitung des Referats für verbraucherpolitische Strategie und Koordinierung sowie internationale Verbraucherangelegenheiten.
Von Mai 2016 bis Mai 2021 war sie Staatssekretärin im Ministerium für Familie, Frauen, Jugend, Integration und Verbraucherschutz Rheinland-Pfalz unter Ministerin Anne Spiegel (Bündnis 90/Die Grünen) und dem Kabinett von Ministerpräsidentin Malu Dreyer (Kabinett Dreyer II). Zudem war sie vom 29. November 2016 bis 2021 Landesbeauftragte für gleichgeschlechtliche Lebensweisen und Geschlechtsidentität. In beiden Ämtern folgte ihr Staatssekretär David Profit.
Von Dezember 2021 bis Mai 2025 war Rohleder unter Bundesministerin Steffi Lemke (Bündnis 90/Die Grünen) Staatssekretärin im Bundesministerium für Umwelt, Naturschutz, nukleare Sicherheit und Verbraucherschutz.

### Familie
Sie ist verheiratet und Mutter eines Sohnes.